# Marcel Pérès
Marcel Pérès (1956) es un musicólogo, compositor, organista, cantante y director de coro francés conocido sobre todo por dirigir al grupo de música medieval Ensemble Organum. 

## Biografía
Nació en Orán (Argelia francesa) el 15 de julio de 1956. Pasó su infancia en Niza, donde cursó estudios de órgano y composición en el conservatorio y cantó en el coro de niños de la catedral, donde las vísperas del domingo eran interpretadas en latín. A los 14 años ocupó el puesto de organista en la iglesia anglicana de Niza. Alentado por el canónigo de dicha iglesia se trasladó a Inglaterra donde se formó durante tres años en la tradición del canto litúrgico en la "Royal School of Church Music".
Posteriormente se traslada a Canadá donde trabaja durante dos años en el centro de investigación musical "Studio de Musique Ancienne de Montréal". En esa época también realiza frecuentes visitas a Argelia, país del que procede su familia, donde aprende, en contacto con el obispo de Orán, a conocer y apreciar el Islam. En 1979 regresa a Francia donde se especializa en música medieval en la École Pratique des Hautes Études de París, bajo la dirección de Michel Huglo.
En 1982 funda el grupo Ensemble Organum, con la finalidad de explorar de una forma sistemática las áreas menos conocidas de la música medieval. A partir de 1984 funda y dirige, en la Abadía de Royaumont, el ARIMM (Atelier pour la Recherche sur l'Interprétation des Musiques Médiévales), en el seno de la "Fondation Royaumont"; centro que en 1994 pasaría a denominarse CERIMM (Centre Européen pour la Recherche sur l'Interprétation des Musiques Médiévales) y que dirigirá hasta 1999.
En 2001 traslada la sede del Ensemble Organum a la Abadía de Moissac, donde crea un nuevo centro, el CIRMA (Centre Itinérant de Recherche sur les Musiques Anciennes), destinado a la investigación, la enseñanza y difusión de la música antigua.
Con motivo de la celebración del Año de Marruecos en Francia en 1999, la Embajada de Francia en Marruecos y el Comisariado del Año de Marruecos le confiaron una misión de intercambio con músicos marroquíes.
En su faceta como compositor se pueden destacar sus obras "Le Livre des morts égyptiens" (1979) y "Mysteria Apocalypsis". También compuso la música para la obra de teatro "Ordet" de Kaj Munk, presentada en el Festival de Aviñón en el año 2008.

## Premios
- 1990 - "Premio Leonardo da Vinci" de la Secretaría de Relaciones Culturales Internacionales de Italia.
- 1996 - "Chevalier de l'Ordre des Arts et des Lettres"

## Discografía
- Véase Ensemble Organum - Discografía
- 2008 – Contemplation. Œuvre pour orgue de Marcel Pérès sur des textes extraits du "Livre des Morts des Anciens Egyptiens". (Zig-Zag Territoires ZZT080601)